# Ego Trip
Ego Trip foi uma revista de hip hop que teve 13 edições e se destacou pela polemização. Baseada em Nova Iorque, esteve ativa entre 1994 e 1998.